# راتس‌کرستور
راتس‌کرستور (به مجاری:  Ráckeresztúr) یک شهرداری در مجارستان است که در ناحیه مارتون‌واشار واقع شده‌است. راتس‌کرستور ۳۵٫۳ کیلومتر مربع مساحت و ۳٬۲۲۶ نفر جمعیت دارد.